# 牧野康陛
牧野 康陛（まきの やすより、寛延3年（1750年）- 寛政6年11月9日（1794年12月1日））は、信濃小諸藩の第4代藩主。越後長岡藩分家牧野家6代。
第3代藩主牧野康満の長男。正室は能見松平親盈の娘・清子。官位は従五位下、内膳正。周防守。子は牧野康儔（長男）、牧野康正（次男）、娘（浅野某室）。宝暦3年（1753年）12月23日生まれともされる。
幼名は豊松。宝暦13年（1763年）4月に世子となる。明和6年（1769年）12月18日に叙任し、天明4年（1784年）10月22日に跡を継いだ。天明6年（1786年）に大坂加番となる。寛政6年（1794年）11月16日（もしくは11月9日）、江戸小石川邸にて死去し、跡を長男の康儔が継いだ。享年45。

## 系譜
父母
- 牧野康満（父）

正室
- 清子 - 松平親盈の娘

子女
- 牧野康儔（長男） 生母は清子
- 牧野康正（次男）
- 浅野某室